# Granulocita neutrofilo

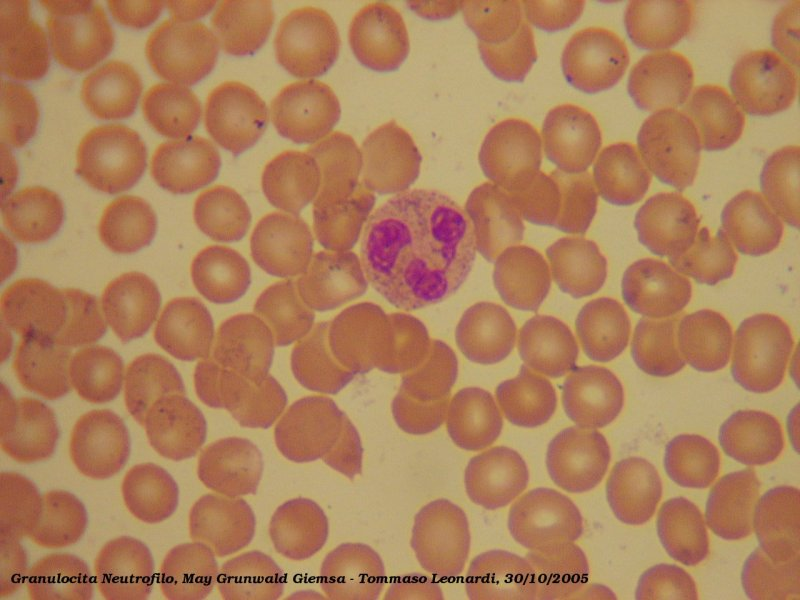
Granulocita neutrofilo

I granulociti neutrofili sono un tipo di globuli bianchi del gruppo dei granulociti, il cui citoplasma contiene granulazioni caratteristiche e un nucleo lobato; hanno funzioni di difesa dell'organismo contro infezioni batteriche e fungine. Vengono chiamati neutrofili perché non incorporano coloranti istologici, né acidi né basici. Sono anche detti "granulociti polimorfonucleati" per l'aspetto variabile che può assumere il nucleo .

## Popolazione ed emivita
Rappresentano il 50-70% dei leucociti. Queste cellule prendono origine dal midollo osseo da una cellula progenitrice comune per tutte le cellule del sangue, e poi passano nel torrente circolatorio e, da lì, nei tessuti. Ogni giorno circa 100 miliardi di cellule staminali del midollo osseo si differenziano in granulociti neutrofili, i quali hanno però una vita abbastanza breve: dalle 7 alle 10 ore in circolo e circa 3 giorni nei tessuti.

## Funzione
Il compito fondamentale di queste cellule è quello di catturare e distruggere sostanze estranee mediante il meccanismo della fagocitosi o la formazione di NET (neutrophil extracellular traps). Si è potuto constatare che la loro fagocitosi è più efficace di quella dei macrofagi. Tuttavia, i neutrofili presto degenerano e muoiono, sia per l'azione dei batteri, sia perché la durata della loro vita è limitata (1-4 giorni), e formano quella sostanza giallastra nota come pus.

## Forma e dimensioni

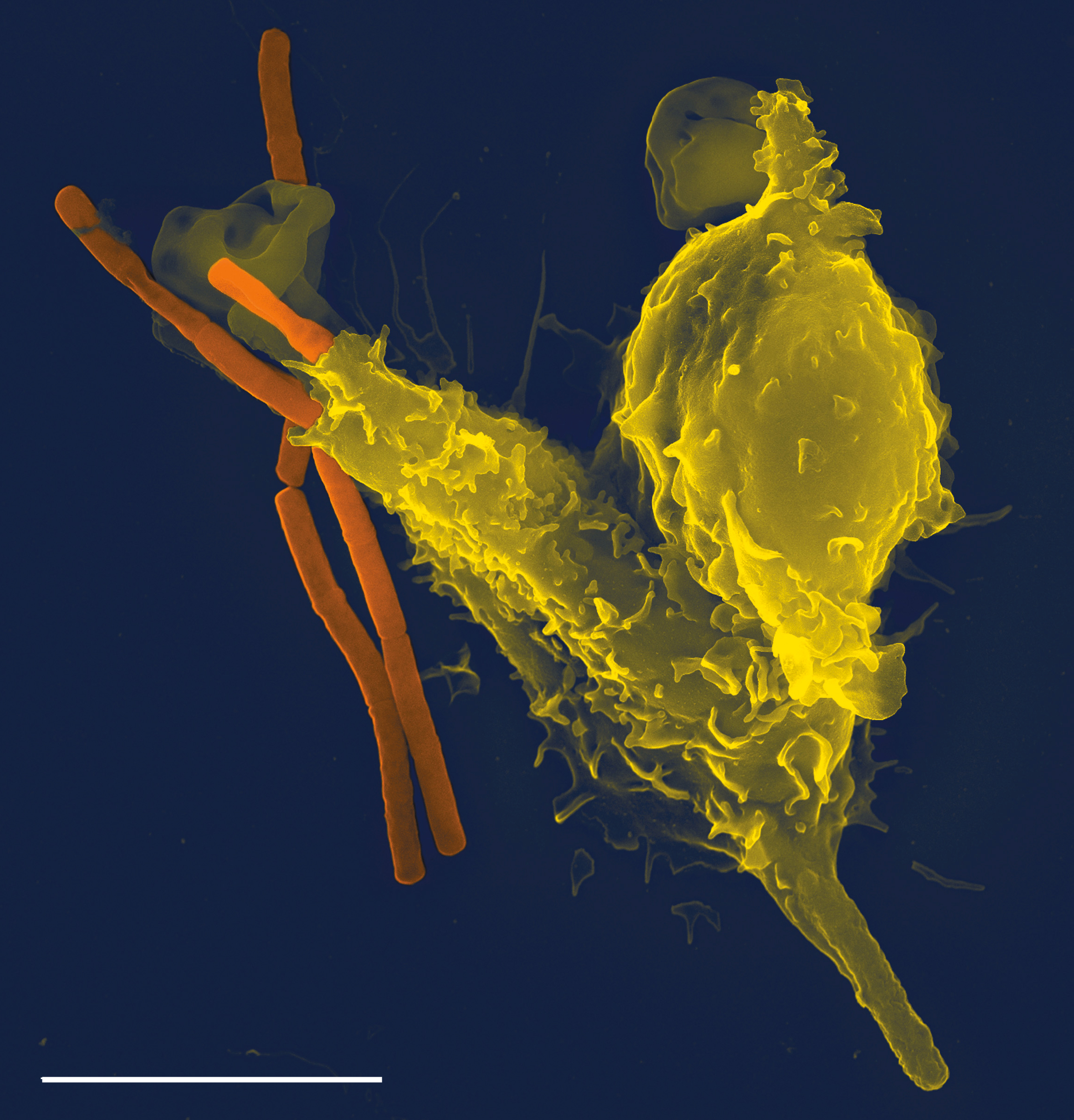
Un granulocita neutrofilo mentre fagocita un batterio: (Bacillus anthracis).

I granulociti neutrofili osservati sui vetrini hanno dimensioni intorno ai 10-12 micron, in realtà sono più grossi ma subiscono un ridimensionamento nel momento in cui vengono sottoposti a schiacciamento e colorazione sui vetrini per l'osservazione. La caratteristica fondamentale dei granulociti neutrofili è la presenza di una pluralità di lobature del nucleo. Il nucleo non è multiplo ma semplicemente plurilobato (sono presenti da 2 a 7 lobi), ogni lobo è unito da un filamento eterocromatinico molto evidente.
I granuli sono fini e si colorano debolmente; al miscroscopio elettronico è possibile distinguerli in primari o azzurrofili, secondari e terziari:
- I granuli primari o azzurrofili contengono: idrolasi, mieloperossidasi, perossidasi. Sono visualizzabili al microscopio ottico mediante la colorazione di May-Grunwald-Giemsa, mentre al microscopio elettronico appaiono estremamente elettrondensi;
- I granuli secondari o specifici contengono lisozima e lattoferrina e non contribuiscono all'azione degradativa del materiale genetico.
- I granuli terziari contengono molecole ed enzimi di adesione e fosfatasi acida.

I granuli azzurrofili sono presenti oltre che nei neutrofili anche nei monociti.

## Media
- Un neutrofilo in movimento rapido che ingloba molti conidia. Un fotogramma ogni 30 secondi per una durata di 2 ore in questo video accelerato.
- Un neutrofilo che ingloba selettivamente molti lievito candida evidenziati in verde fluorescente) nonostante molti contatti con Aspergillus fumigatus conidia (in bianco). Un fotogramma ogni 30 secondi per una durata di 2 ore in questo video accelerato.

 Neutrophils display highly directional amoeboid motility in infected footpad and phalanges. Intravital imaging was performed in the footpad path of LysM-eGFP mice 20 minutes after infection with LM.

## Significato clinico
I neutrofili aumentano in pazienti soggetti ad infezioni batteriche, necrosi o infiammazione di tessuti, stress, patologie metaboliche o per l'utilizzo di droghe o sostanze chimiche quali steroidi, digitale e eparina.